# Itaweret

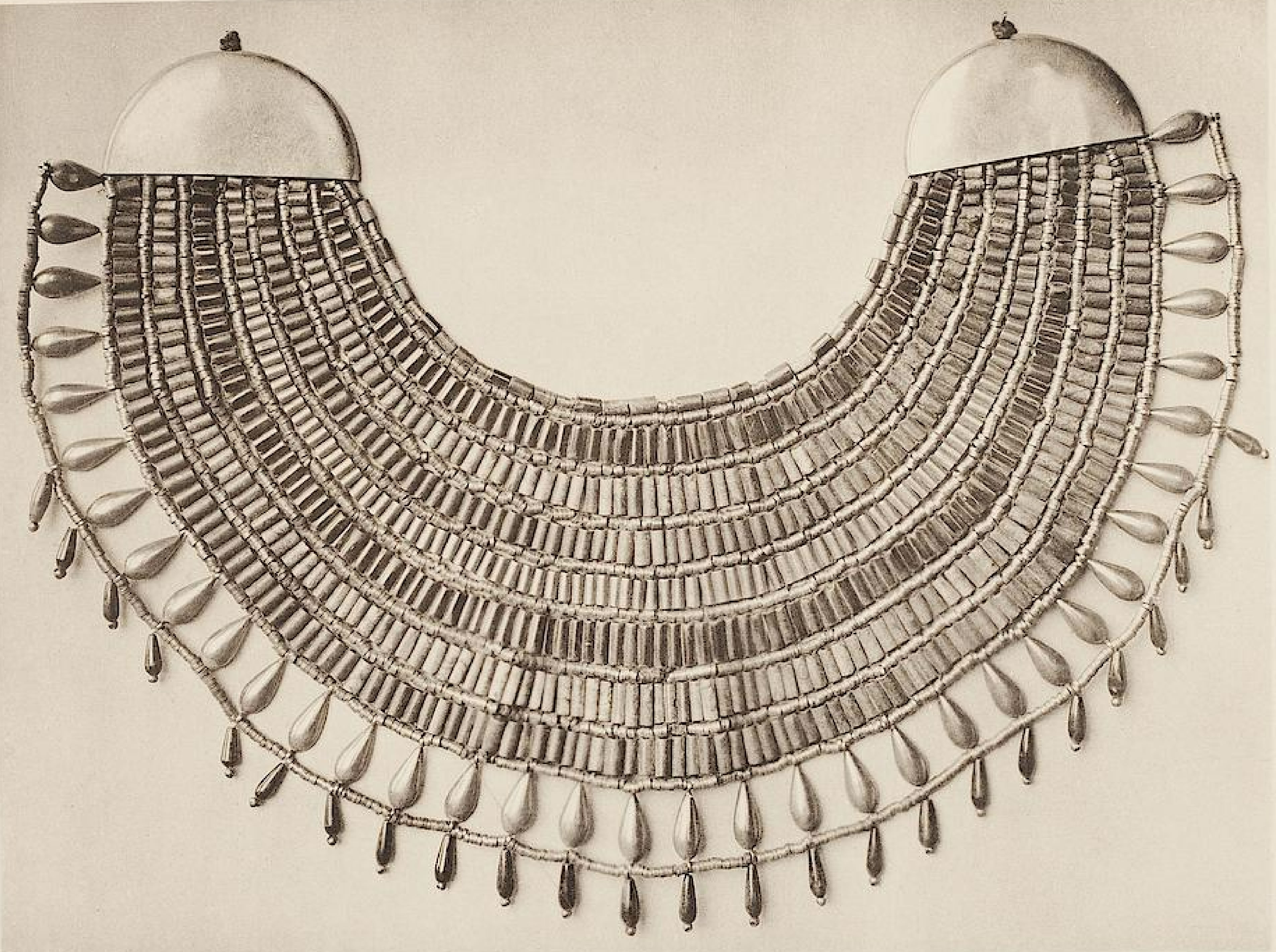
Collar ancho de Itaweret, encontrado sobre su cuerpo.

Itaweret (Ita-la mayor)  fue una princesa del Antiguo Egipto que vivió durante la XII Dinastía alrededor del 1850 a. C. Es conocida por su entierro junto a la pirámide del rey Amenemhat II en Dahshur. El entierro se encontró intacto y contenía un sarcófago de madera dentro del sarcófago exterior de granito rojo y la caja de canopes con extensos textos religiosos que incluyen su nombre. Algunos adornos personales (collar, pulseras, delantal de cuentas, amuleto de halcón) se encontraron sobre la momia. La ubicación de la tumba podría indicar que era una hija de Amenemhat II, pero falta una prueba definitiva. Notable es la estatua de madera de una oca encontrada en su cámara funeraria.